# Operacja morska
Operacja morska – działanie prowadzone przez siły na, pod lub nad powierzchnią morza w celu uzyskania lub wykorzystania przewagi na morzu albo niedopuszczenia do uzyskania lub wykorzystania takiej przewagi przez przeciwnika.
Stanowi całokształt działań bojowych prowadzonych przez związki operacyjne i związki taktyczne marynarki wojennej (sił morskich) samodzielnie lub we współdziałaniu z innymi rodzajami sił zbrojnych (operacja połączona), według jednego planu, dla osiągnięcia określonego celu strategicznego lub operacyjnego.